# Гоголів (аеродром)
Аеродрóм «Гóголів» —  сертифікований постійний ЗПМ, розташований в Київській області в с. Гоголів Броварського району, на відстані 35 км від м. Києва. Є приватним і призначений для базування та виконання польотів цивільної авіації загального призначення. Польоти здійснюються як на постійний ЗПМ.
Було видано посвідчення про допуск до експлуатації ЗПМ №09-198 від 20.09.2018,  дійсне до 19.09.2021 р.

## Параметри аеродрому
Злітна смуга збудована з сучасної бруківки, подовжена спочатку з 450/16 м до 500, а станом на кінець 2017 р. ― до 725/20 м. Є прецедентом сертифікації ЗПМ з нового матеріалу ― тротуарної плитки, яка дешевша від бетону і асфальту.
- ICAO - UKNG
- Курс магнітний: 007/187
- Курс істинний: 014/194
- Поріг 1: N50.512133333333 E31.04535
- Поріг 2: N50.515916666667 E31.046833333333
- Покриття: Тротуарна бруківка
- Освітлення: Відсутнє
- Круг польотів: RL

Експлуатантом ЗПМ є Агентство польотів «Gogolev Aero». Раніше ― АТСК «Євростар».
ЗПМ знаходиться в зоні UK-T703А, межує з CTR МА «Бориспіль». Верхня межа польотів — 300 метрів. Польоти дозволені за умови деактивації UK-T703А
При активації UK-T703А польоти заборонені.
При виконанні заходів на посадку потрібно звертати увагу на перешкоди, близько до ЗПС з торців.

## Інфраструктура
На території присутні ангари для зберігання та ремонту ПС.

## Авіапригоди
02.08.2015, екіпаж літака Diamond 40NG (UR-TEL ПП «Бель») у складі 2 чол за розворотним маршрутом ЗПМ «Гоголів» ― Велика Димерка ― Старі Петрівці ― Гідропарк (м. Київ) здійснив посадку з перелетом порогу ЗПС на 80 м, відхилився праворуч від осі ЗПС. Намагаючись втримати літак на ЗПС, командир ПС застосував інтенсивне гальмування, але через низький тиск у шині колеса правої основної опори шасі літак, після вирівнювання по осі ЗПС, не припинив зміщуватись праворуч. Через брак посадкової дистанції та для уникнення зіткнення з перешкодами за порогом ЗПС, екіпаж ухвалив рішення про зліт. На швидкості 50 вузлів літак відірвався від ЗПС, але пролетівши на незначній висоті близько 300 метрів, завалився на ліве напівкрило та впав. У результаті було пошкоджено праву основну і передню опори шасі, закрилок правого крила та гвинт. Внаслідок АП ніхто не постраждав.
09.06.2018 р. внаслідок відмови двигуна, під час виконання комерційного лету з пасажиром, здійснив аварійну посадку літак Дельфін-4 UR-PAZZ. Під час посадки літак перевернувся. Після медичного обстеження виявлено, що пасажир зазнав закритої черепно-мозкової травми.

## Додатково
- http://gogolev-aero.com.ua/ [Архівовано 5 квітня 2018 у Wayback Machine.]
- http://www.ukraviaforum.com/index.php/topic,6515.0.html [Архівовано 2 квітня 2018 у Wayback Machine.]